# Булдуруйське сільське поселення
Булдуру́йське сільське поселення (рос. Булдуруйское сельское поселение) — сільське поселення у складі Нерчинсько-Заводського району Забайкальського краю Росії.
Адміністративний центр — село Булдуруй 1-й.

## Населення
Населення сільського поселення становить 544 особи (2019; 648 у 2010, 862 у 2002).

## Склад
До складу сільського поселення входять:
| Населений пункт     | Населення, осіб (2002) | Населення, осіб (2010) |
| ------------------- | ---------------------- | ---------------------- |
| Булдуруй 1-й, село  | 427                    | 270                    |
| Булдуруй 2-й, село  | 174                    | 139                    |
| Чалбучі-Кілга, село | 261                    | 239                    |